# The Covered Wagon
 The Covered Wagon és una pel·lícula estatunidenca dirigida per James Cruze el 1923.

## Argument
El 1848, una comitiva de pioners travessa els Estats Units, lluitant contra els obstacles naturals i els indis.

## Repartiment
- Jack Warren Kerrigan: William Bannion
- Lois Wilson: Molly Wingate
- Charles Ogle: Mr Wingate
- Ethel Wales: Mrs Wingate
- Tully Marshall: Jim Bridger
- Alan Hale: Sam Woodhull
- Ernest Torrence: Jackson
- Guy Oliver: Kit Carson
- Johnny Fox: Jed Wingate
- Tim McCoy: Un cavaller

## Producció
La pel·lícula va ser produïda per  la Famous Players-Lasky Corporation i Paramount Pictures amb un pressupost estimat de 782.000 dòlars. Va ser rodada a Utah, Nevada, a Oregon i Califòrnia. Responsable de les relacions amb els indis va ser Tim McCoy en la seva primera experiència cinematogràfica. McCoy, després, hauria la carrera d'actor amb un dels rostres més notables del cinema de western.

## Distribució
Distribuïda per la Paramount Pictures, la pel·lícula es va estrenar al Rivoli Theater de Nova York el 16 març 1923 en una versió en part sonoritzada amb la forma DeForest Phonofilm. Per publicitar el nou sistema de cinema sonor, es va rodar Adolph Zukor Introduces Phonofilm, un curtmetratge de 4 minuts que il·lustrava al públic la tècnica del nou invent adoptat pels pioners.
La pel·lícula va ser després distribuïda en  sales el 1924 només en versió muda. Va recaptar, en els EUA, 3.800.000 dòlars.
La pel·lícula, incompleta, és conservada en un duplicat positiu en 35 mm. i en 16 mm. El 25 de gener de 1995, la Paramount la va treure en VHS.

## Al voltant de la pel·lícula
- La pel·lícula va ser rodada integralment en exteriors a l'estat de Nevada amb mitjans considerables. Els extres van ser contractats entre els veïns.
- Primer gran western èpic,  The Covered Wagon  va consagrar el western com un gènere important.
- Malgrat l'enorme èxit de  The Covered Wagon , Jame Cruze no va tornar més que dues vegades al western, amb Pony Express (1925) i L'Or maleït (1936).